# Алёша Горшок
«Алёша Горшо́к» — короткий рассказ Льва Толстого о жизни и смерти простого безропотного работника. Одно из поздних произведений писателя, опубликованное после его смерти и получившее высокую оценку современников («одно из совершеннейших толстовских созданий», по отзыву Д. С. Мирского).

## История
Главный герой имел реального прототипа. По воспоминаниям Т. А. Кузминской: «Помощником повара и дворником был полуидиот Алёша Горшок, которого почему-то опоэтизировали так, что, читая про него, я не узнала нашего юродивого и уродливого Алёшу Горшка. Но, насколько я помню его, он был тихий, безобидный и безропотно исполняющий все, что ему приказывали».
Рассказ был написан в конце февраля 1905 года. Впервые напечатан в первом томе трёхтомника «Посмертные художественные произведения Л. Н. Толстого» в 1911 году.

## Сюжет
Деревенский мальчик Алёша был прозван Горшком, потому что однажды разбил горшок с молоком. В 19 лет отец отдал его работать дворником у купца. Ему стали поручать почти всю работу по дому, и он безропотно выполнял всё. Жалование забирал отец. Алёша мало говорил, был необразован, не знал молитв — «молился руками, крестясь».
Через полтора года Алёша почувствовал, что кухарка Устинья жалеет его. Это было большим открытием для него: «Алёша в первый раз почувствовал, что он, сам он, не его услуги, а он сам нужен другому человеку». Алёша решил жениться на Устинье, однако эта идея не понравилась купцу, и отец приказал Алёше забыть о женитьбе. Тот согласился и перестал общаться с Устиньей.
Однажды, счищая снег с крыши, Алёша упал вниз. На третьи сутки он умер, спокойно воспринимая грядущую смерть: «…в сердце у него было то, что как здесь хорошо, коли слушаешь и не обижаешь, так и там хорошо будет».

## Отзывы
После выхода сборника «Посмертные художественные произведения Л. Н. Толстого» в 1911 году Александр Блок записал в дневнике (за 13 ноября):
Гениальнейшее, что читал — Толстой — «Алёша Горшок».
Литературовед и критик Д. П. Святополк-Мирский, также высоко оценивший рассказ, отметил, что «Алёша Горшок» —
...произведение редкого совершенства, апофеоз святого дурачка, который сам не понимает своей доброты. На пяти-шести страницах рассказана история крестьянского мальчика, который всю жизнь на всех работал, но в простоте душевной и кротком смирении (непротивлении) познал тот внутренний свет, ту чистоту совести и совершенный покой, который был недостижим для всё сознающей, рациональной, беспокойной души Толстого.
В плане сжатия материала едва ли не дальше всех классиков продвинулся Лев Толстой: в коротком рассказе «Алёша Горшок» целая человеческая жизнь рассказана всего на нескольких страницах.

## Экранизация
В 1970 году в рамках испанского телесериала Одиннадцатый час был снят телефильм «Алёша» / Aliosha, режиссёр Эстеве Дюран